# خريجين (فرع العدين)

تعديل مصدري - تعديل

خريجين محلة تابعة لقرية الضاحتين، التابعة لعزلة العاقبة بمديرية فرع العدين إحدى مديريات محافظة إب في الجمهورية اليمنية، بلغ تعداد سكانها 45 حسب تعداد اليمن لعام 2004.